# Francisco Javier Fierro
Francisco Javier Fierro Reynoso (* 1967; † 10. Februar 2020) war ein mexikanischer Fußballspieler auf der Position eines Verteidigers.

## Laufbahn
Fierro spielte für den Club Deportivo Guadalajara, für den er sein Debüt in der höchsten mexikanischen Spielklasse am 24. August 1986 bei einem 1:1-Unentschieden gegen die UANL Tigres gab und mit dem er in der Saison 1986/87 den Meistertitel gewann. 
Außerdem spielte Fierro noch für den Stadtrivalen Tecos UAG.
Fierro starb am 10. Februar 2020 im Alter von 52 Jahren an den Folgen eines Krebsleidens.